# Cele mai influente 25 albume ambient ale tuturor timpurilor
Cele Mai Influente 25 Albume Ambient ale Tuturor Timpurilor (eng. The 25 Most Influential Ambient Albums Of All Time), este un clasament, ce prezintă cele mai importante albume în stilul ambient, create de-a lungul istoriei acestui gen pînă în momentul creării acestuia în anul 2002, în urma inițiativei producătorulului muzical Jeff Towne și a jurnalistului revistei «New Age Voice Magazine», Peter Manzi. Pentru selectarea candidaților ce urmau să ajungă în clasament, au fost invitați mai mulți judecători, printre care au fost muzicieni ca Steve Roach, Robert Rich, fondatorul casei de discuri Hearts of Space, Stephen Hill, și alții. Ca urmare, experții au ales «Cele Mai Influente 25 Albume Ambient Ale Tuturor Timpurilor» (The 25 Most Influential Ambient Albums Of All Time).

Cele Mai Influente 25 Albume Ambient ale Tuturor Timpurilor

În această listă au ajuns atât lucrări ambient clasice de Brian Eno și Steve Roach, cât și albume, clasificate de obicei drept progressive rock de (Tangerine Dream), muzică electronică de (Aphex Twin, The Orb) și chiar jazz de (Miles Davis). Astfel, definiția de ambient fiind extinsă în mod semnificativ.

##### Lista completă a experților care au participat la acest clasament
- Stephen Hill, fondatorul casei de discuri Hearts of Space
- John Diliberto, producătorul și gazda postului de radio Echoes
- Barbara Taylor, fondatoare și redactor șef al revistei New Age Voice Magazine
- Steve Davis, producătorul Hearts of Space
- Howard Givens, fondatorul și președintele Spotted Peccary Records
- Lloyd Barde, fondatorul și președintele Backroads Music
- PJ Birosik, fondatorul și președintele Musik International
- Bryan Reesman, jurnalist muzical și autorul New Age Voice Magazine
- Forrest, fondatorul Waveform Records
- Chuck van Zyl, gazda postului de radio Star's End
- Steve Roach, compozitor de muzică ambient
- Robert Rich, compozitor de muzică ambient
- Jeff Pearce, compozitor de muzică ambient
- Dave Maier; Ph. D., Centrul de Muzică Computerizată Universitatea Columbia
- Jeff Towne, producătorul Echoes radio
- Peter Manzi, editor șef New Age Voice Magazine

## Cele Mai Influente 25 Albume Ambient ale Tuturor Timpurilor
| Nr. | Artis/ formație        | Titlu album                                      | Anul Lansarii |
| --- | ---------------------- | ------------------------------------------------ | ------------- |
| 1   | Brian Eno              | Ambient 1: Music for Airports                    | 1978          |
| 2   | Steve Roach            | Dreamtime Return                                 | 1988          |
| 3   | Wendy Carlos           | Sonic Seasonings                                 | 1972          |
| 4   | Steve Roach            | Structures from Silence                          | 1984          |
| 5   | Michael Stearns        | Planetary Unfolding                              | 1981          |
| 6   | Brian Eno              | Ambient 4: On Land                               | 1982          |
| 7   | Jonn Serrie            | And the Stars Go With You                        | 1987          |
| 8   | Terry Riley            | A Rainbow in Curved Air                          | 1969          |
| 9   | Harold Budd/ Brian Eno | The Pearl                                        | 1984          |
| 10  | Steve Hillage          | Rainbow Dome Musick                              | 1979          |
| 11  | Paul Horn              | Inside                                           | 1968          |
| 12  | Tangerine Dream        | Rubycon                                          | 1975          |
| 13  | Harold Budd/ Brian Eno | Ambient 2: The Plateaux of Mirror                | 1980          |
| 14  | Klaus Schulze          | Mirage                                           | 1977          |
| 15  | Aphex Twin             | Selected Ambient Works Volume II                 | 1994          |
| 16  | Klaus Schulze          | Timewind                                         | 1975          |
| 17  | Tangerine Dream        | Rubycon                                          | 1974          |
| 18  | Steve Reich            | Music for 18 Musicians                           | 1978          |
| 19  | Mike Oldfield          | Tubular Bells                                    | 1973          |
| 20  | Miles Davis            | In a Silent Way                                  | 1969          |
| 21  | Ashra                  | New Age of Earth                                 | 1976          |
| 22  | Global Communication   | 76:14                                            | 1994          |
| 23  | The Orb                | The Orb's Adventures Beyond the Ultraworld       | 1991          |
| 24  | Constance Demby        | Novus Magnificat                                 | 1986          |
| 25  | Peter Gabriel          | Passion: Music for The Last Temptation of Christ | 1989          |